# Gastrophryne olivacea
Gastrophryne olivacea és una espècie de granota que viu als Estats Units i Mèxic.